# 509 Iolanda
509 Iolanda
509 Iolanda là một tiểu hành tinh ở vành đai chính. Nó được Max Wolf phát hiện ngày 28.4.1903 ở Heidelberg. Không biết rõ nguồn gốc tên của nó.